# NGC 1380

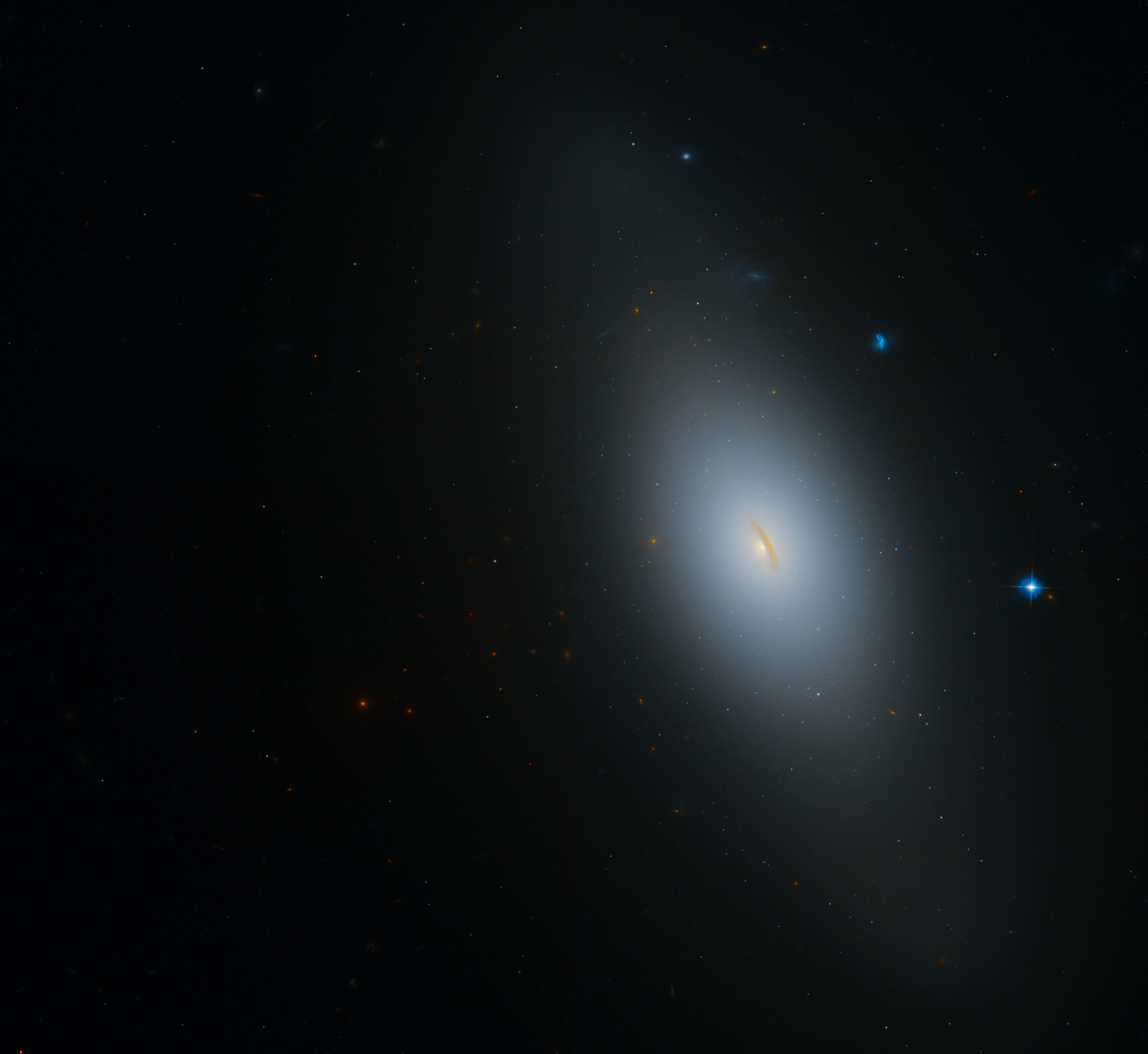
NGC 1380 par le télescope spatial Hubble.

NGC 1380 est une galaxie lenticulaire barrée située dans la constellation du Fourneau. NGC 1380 a été découverte par l'astronome écossais James Dunlop en 1826.

## Caractéristiques
Sa vitesse par rapport au fond diffus cosmologique est de 1 781 ± 14 km/s, ce qui correspond à une distance de Hubble de 26,3 ± 1,9 Mpc (∼85,8 millions d'al).
À ce jour, 39 mesures non basées sur le décalage vers le rouge (redshift) donnent une distance de 18,369 ± 3,839 Mpc (∼59,9 millions d'al), ce qui est à l'extérieur des valeurs de la distance de Hubble. Notons cependant que c'est avec la valeur moyenne des mesures indépendantes, lorsqu'elles existent, que la base de données NASA/IPAC calcule le diamètre d'une galaxie et qu'en conséquence le diamètre de NGC 1380 pourrait être d'environ 60,9 kpc (∼199 000 al) si on utilisait la distance de Hubble pour le calculer.
NGC 1380 est une galaxie LINER, c'est-à-dire une galaxie dont le noyau présente un spectre d'émission caractérisé par de larges raies d'atomes faiblement ionisés.

## Supernova
La supernova SN 1992A a été découverte dans NGC 1992 le 11 janvier 1992 par l'astronome américain William Liller à Viña del Mar au Chili et, indépendamment, le 12 janvier par N. Brown de l'observatoire de Perth en Australie-Occidentale. Cette supernova était de type Ia.

## Groupe de NGC 1316
NGC 1380 fait partie du groupe de NGC 1316. Ce groupe est aussi membre de l'amas du Fourneau, et il comprend au moins 20 galaxies, dont les galaxies IC 335, NGC 1310, NGC 1316, NGC 1317, NGC 1341, NGC 1350, NGC 1365, NGC 1380, NGC 1381, NGC 1382 et NGC 1404. La désignation FCC 167 indique que NGC 1380 est un membre de l'amas du Fourneau dans le catalogue de Henry Ferguson,.